# Stanisław Jakubowski (malarz)
Stanisław Jakubowski (ur. 14 kwietnia 1885 w Kosowie, zm. 9 czerwca 1964 w Krakowie) – polski malarz, grafik, pedagog. 

## Życiorys
Absolwent Szkoły Przemysłu Drzewnego w Stanisławowie (1903–1906), a później w Akademii Sztuk Pięknych w Krakowie (1907–1912) u T. Axentowicza, S. Dębickiego i L. Wyczółkowskiego. W latach 1912–1920 mieszkał w Przemyślu, gdzie uczył rysunku i języka francuskiego w II gimnazjum. W 1920 przeniósł się wraz z rodziną do Krakowa. Od 1946 był docentem w Akademii Sztuk Pięknych, gdzie kierował Katedrą Konserwacji Grafiki i Książki. Uprawiał grafikę, malarstwo, tworzył ekslibrisy oraz ilustracje książkowe. Wydał kilka tek graficznych: Teka prasłowiańskich motywów architektonicznych (1923), Kraina słowiańskich baśni (1929) i Bogowie Słowian (1933). 
Był członkiem wielu stowarzyszeń artystycznych, m.in. Towarzystwa Przyjaciół Sztuk Pięknych w Krakowie, Związku Artystów Plastyków, Towarzystwa Artystów Grafików, Towarzystwa Miłośników Książki i Koła Miłośników Ekslibrisu. 
Pochowany na Cmentarzu Salwatorskim w Krakowie. 

## Twórczość
- Stanisław Jakubowski, Teka prasłowiańskich motywów architektonicznych. Dwadzieścia siedem drzeworytów rysował i rytował..., Kraków-Dębniki: Nakładem Księgarni „Orbis”, 1923[4]
- Bogowie Słowian, Wydawnictwo „Powściągliwość i Praca”, Kraków 1933[5]
- Odnawianie zniszczonych druków, Wydawnictwo F. Pieczątkowski i Ska, Kraków - Warszawa 1947